# زوي وايزمان
زوي وايزمان (بالإنجليزية: Zoe Wiseman)‏ هي مصورة وعارضة أمريكية، ولدت في 1970.

## وصلات خارجية
- الموقع الرسمي